# Lubertus Berrens
Lubertus Berrens  (* 28. Juni 1933 in Utrecht) ist ein niederländischer Biochemiker und Immunologe.
Berrens besuchte die Hogereburgerschool (HBS-B) und studierte Chemie in Utrecht. 1959 wurde er an der Universität Utrecht promoviert (Einige Aspekte der Bildung und des Verbrauchs von Adenosintriphosphat in tierischem Gewebe). Sein Doktorvater war Gerrit Johann Meine (Joop) van der Kerk (1913–2005). 1966 wurde Berrens Dozent an der Universität Utrecht und in den 1970er Jahren war er an der Dermatologischen Abteilung der Universitätsklinik Utrecht. Ab 1980 lehrte er als Professor für Biochemie der Haut an der Universität Utrecht bis zu seiner ehrenvollen Entlassung 1988 aufgrund der Abschaffung des Lehrstuhls. In den 1990er Jahren war er bei der Forschungsgruppe C.B.F. LETI in Madrid tätig.
1972 erhielt er den Robert-Koch-Preis für Forschungen über die chemische Struktur von Allergenen wie bei Hausstauballergien.

## Schriften
- The chemistry of atopic allergens. Karger, Basel 1971